# Mis tres amores
Mis tres amores é uma telenovela mexicana, produzida pela Televisa e exibida em 1971 pelo El Canal de las Estrellas.

## Elenco
- Nati Mistral
- Narciso Busquets
- Magda Guzmán
- Anita Blanch